# Star Wars Jedi Akademie
Star Wars Jedi Akademie (englischer Originaltitel: STAR WARS: Jedi Academy) ist eine Comic-Roman-Trilogie, die von 2013 bis 2015 von Jeffrey Brown gezeichnet und geschrieben wurde. Auf Deutsch erschienen die Bücher im Panini-Verlag.

## Handlung
Roan, ein Bauernsohn von Tatooine, will nichts lieber als Raumpilot zu werden. Zu seiner Enttäuschung wird er an der Pilotenschule abgelehnt. Er erhält jedoch eine Einladung von Yoda, stattdessen auf die „Jedi-Akademie“ zu gehen. Dort findet Roan neue Freunde, doch auch Mitschüler, die ihm Schlechtes wollen. Während seine Freunde weiße Roben tragen, tragen seine Rivalen dunkle Roben.

## Hauptfiguren
Roan Novachez: Roan lebt mit seinen Eltern und seinem kleinen Bruder auf Tatooine. Sein älterer Bruder Dav ist ein berühmter Raumpilot, weshalb für ihn dies als Traumberuf feststand. Als er dann aber auf die Jedi-Akademie kommt, muss er lernen, mit der Macht und dem Lichtschwert umzugehen. Dabei wird er nicht nur von anderen Mitschülern, sondern auch von seiner Unsicherheit blockiert.
Pasha: Dieser junge Afroamerikaner ist ein Mitschüler Roans und sehr begabt.
Gaiana: Sie ist Roans Traummädchen, das ebenfalls Gefühle für ihn hegt. Beide trauten sich jedoch lange Zeit nicht, dies vor dem anderen zuzugeben.
Cronah: Dieser Junge hat Roan zu seinem Rivalen auserkoren, da er ihm, wann immer es geht, sabotieren will. Auch zu seinen anderen Mitschülern hat Cronah kein besseres Verhältnis. Am Ende des dritten Bandes stellt sich aber heraus, dass auch in ihm ein Funken Anständigkeit steckt.
Ronald: Ronald ist ein ziemlicher Wichtigtuer, der absolut in allem der Beste sein will. Dabei schreckt er auch vor unlauteren Methoden nicht zurück.
Meister Yoda: Er unterrichtet den Umgang mit der Macht und hat oft weise Ratschläge für die Schüler parat.
Mr. Garfield: Dieser (vom Gesicht her an Darth Maul erinnernde) Lehrer unterrichtet Lichtschwert-Kampf und Raumflug. Mr. Garfield ist ziemlich mürrisch. Besonders streng ist er gegenüber Roan, daher gefiel es diesem gar nicht, dass ihm Mr. Garfield als Jedi-Lehrmeister zugeteilt wurde. Am Ende gesteht er Roan jedoch, dass er sehr viel von ihm hält.

## Aufbau
Jeder der drei Bände ist aus verschiedenen Teilen zusammengestellt. So sind einige Seiten im Comicstil mit Panels und Sprechblasen dargestellt. Dann sind Seiten eines Tagebuches vorhanden, bei denen nur wenige Bilder zu sehen sind. Auch der Comic „Ewok Pilot“, den Roan für die Schülerzeitung zeichnet, ist zu sehen, ebenso wie seine Semesterzeugnisse.
Weitere Bestandteile der Bände sind
- Sachen, die Yoda diese Woche gesagt hat
- Sachen, die Kitmum diese Woche gesagt hat
- Sachen, die Mr. Garfield diese Woche gesagt hat

## Einzelne Bände
- Star Wars Jedi Akademie
- Star Wars Jedi Akademie: Die Rückkehr des Padawan
- Star Wars Jedi Akademie: Die fiese Bedrohung